# Richard Phillimore
Almirante Sir Richard Fortescue Phillimore GCB KCMG MVO (23 de dezembro de 1864 – 8 de novembro de 1940) foi um oficial da Marinha Real que passou a ser o comandante-chefe de Plymouth.

## Carreira naval
Phillimore nasceu em Boconnoc, na Cornualha, filho do almirante Sir Augustus Phillimore, e foi educado na Westminster School. Ele ingressou na Marinha Real em 1878, foi promovido a tenente em 20 de agosto de 1886,  e a comandante em 1 de janeiro de 1899. Ele foi enviado para HMS Goliath em 27 de março de 1900, sua primeira comissão, e juntou-se a ela na Estação China, onde ela participou da resposta à Rebelião dos Boxers no fim de 1900. Ele recebeu o comando do HMS Mohawk em 1903 e depois liderou as metralhadoras da Brigada Naval na Somalilândia no ano seguinte. Ele então recebeu o comando do HMS Juno em 1907, HMS Aboukir em 1909 e o cruzador de batalha HMS Inflexible em 1911.